# Marqués de Comillas
|  | No s'ha de confondre amb Marquès de Comillas. |

Marqués de Comillas és un municipi a l'estat de Chiapas. Zamora Pico de Oro és el cap de municipi i principal centre de població d'aquesta municipalitat. Aquest municipi és a la part sud de l'estat de Chiapas. Limita al nord amb el municipi de Ococingo, al sud amb Guatemala, a l'oest amb Monte Bello i a l'est amb Guatemala.